# Шаян Кадын-эфенди (жена Мурада V)
Шая́н Кады́н-эфе́нди (тур. Şayan Kadın Efendi; 4 января 1853, Хопа — 15 марта 1945, Стамбул) — третья жена османского султана Мурада V и мать его старшей дочери Хатидже-султан.

## Имя
Большинство историков сходятся во мнении, что третья жена Мурада V носила имя «Шая́н» (тур. Şayan), однако исследователь Энтони Алдерсон в своём труде «Структура Османской династии» ставит это имя под вопрос, указывая, что в действительности её звали «Шахджа́н» (тур. Şahcan).

## Биография
Турецкий историк Недждет Сакаоглу отмечает, что Шаян не указана в «Реестре Османов» Сюреи Мехмед-бея. Достоверно известно, что она была третьей женой (кадын-эфенди) Мурада V и матерью Хатидже-султан.
Турецкий мемуарист Харун Ачба пишет, что Шаян принадлежала к черкесскому племени Натухай, была дочерью Батыра Зана и при рождении носила имя Сафие. Ачба отмечает, что хотя в официальных документах написано, что она родилась в Хопе 4 января 1853 года, место рождения указано неверно, а родилась она на территории Анапы. Вероятно, её отдали во дворец в юном возрасте, поскольку когда она выходила замуж за Мурада 5 февраля 1869 года во дворце Долмабахче, ей было всего 16 лет. Через год после свадьбы родилась Хатидже-султан. После свержения мужа и до его смерти в 1904 году она среди других членов семьи бывшего султана проживала в заключении во дворце Чыраган. Али Васиб, правнук Мурада от второй жены Рефтарыдиль Кадын-эфенди писал в своих мемуарах, что Шаян на момент заключения в Чырагане была парализована; он также отмечает, что после смерти мужа она не покинула дворец, а осталась в нём в знак верности своему господину, умершему в заключении. В общей сложности, по словам Али Васиба, Шаян провела в Чырагане 50 лет. По словам Ачбы, комитет партии «Единение и прогресс» 1 ноября 1915 года урезал Шаян жалование, как и другой вдове Мурада Рефтарыдиль; обе они едва сводили концы с концами. Когда османская династия была изгнана в 1924 году, Шаян переехала в Ортакёй, как и Рефтарыдиль. Шаян Кадын-эфенди скончалась 15 марта 1945 года в особняке в Ортакёе и стала последней скончавшейся женой Мурада V. Лейла Ачба, видевшая Шаян уже в преклонном возрасте, писала в своих мемуарах, что третья жена Мурада V «была очень красивой и умной женщиной, несмотря на свой преклонный возраст. Она говорила исключительно хорошо и была чрезвычайно вежлива со всеми». С другой стороны, современники писали, что она была слегка полновата, всегда носила тёмную одежду, у неё были голубые глаза и когда-то она была очень красивой. В последние годы жизни она, по видимому, страдала психической болезнью: она постоянно расспрашивала слуг о султане, а при громких звуках кричала, что солдаты напали на дворец; когда же она смотрела в окно и видела машины, она говорила, что «не может поехать во дворец с этими безлошадными экипажами, наш господин не сядет в эти странные вещи».
Сакаоглу приводит другую версию биографии Шаян: по его мнению, родилась она предположительно в 1855 году, а скончалась, также предположительно, в 1870 году. Алдерсон указывает датой её смерти 5 февраля 1869 года, однако, по мнению Сакаоглу, такая дата смерти не укладывается в хронологию — получается, что она умерла за два месяца до рождения дочери, хотя, возможно, она могла родить Хатидже семимесячной и умереть при родах. Историк и журналист Зия Шакир в книге Филизтен Ханым-эфенди «28 лет во дворце Чыраган» пишет, что мать Абдул-Азиза Пертевниял-султан заставила Шаян Кадын-эфенди, забеременевшую, когда Мурад V ещё был шехзаде, избавиться от ребёнка. Мурад обратился к дяде-султану и тот разрешил аборт вне стен дворца. Однако 5 апреля 1870 года Шаян родила Хатидже-султан в доме врача Мехмеда Эмина-паши, а сама умерла вскоре после родов. В то же время в статье «Врач Мехмед Эмин-паша» Узунчаршилы пишет, подтверждая слова Шакира об аборте вне стен дворца, что Эмин-паша не стал давать ей лекарства, способствующие выкидышу, а только взял у неё кровь и сообщил во дворец, что необходимые для аборта процедуры были завершены. Узунчаршилы рассказывает эти события со слов своей тёщи Эмине Сервет-ханым — дочери Эмина-паши. Наряду с этим Шехсувароглу в работе «Султан Азиз» рассказывает, что вскоре после смерти Абдулазиза третья кадын Шаян обратилась к Мураду V со словами: «Господин, почему Вы молчите, поговорите», на что впавший в депрессию Мурад V ответил: «Женщина, да что тут говорить! Ужасно жалею, что я теперь главный!» Хотя здесь и говорится, что в 1876 году Шаян Кадын-эфенди была жива, должно быть, Шехсувароглу по ошибке упоминает какую-то другую жену Мурада V под именем Шаян. Историк Йылмаз Озтуна в книге «Государства и династии» указывает, что Шаян родилась 4 января 1853 года в Хопе и умерла 15 марта 1945 года в Ортакёе; таким образом, он отмечает, что считавшаяся почившей в юности Шаян, прожила удивительно долгую жизнь в почти 90 лет.